# دانا كولي
دانا كولي (بالإنجليزية: Dana Colley)‏ هو موسيقي أمريكي، ولد في 17 أكتوبر 1961 في بورتلاند في الولايات المتحدة.

## وصلات خارجية
- دانا كولي على موقع IMDb (الإنجليزية)
- دانا كولي على موقع ميوزك برينز (الإنجليزية)
- دانا كولي على موقع ديسكوغز (الإنجليزية)
- دانا كولي على موقع قاعدة بيانات الفيلم (الإنجليزية)